# Черешно
Черешно (рус. Черешно) малено је слатководно ледничко језеро у централном делу Псковске области, на западу европског дела Руске Федерације. Налази се на крајњем југу Островског рејона, на неких 27 километара југоисточно од града Острова, односно на око 5 километара јужније од села Воронцово. Језеро се налази у ниском и јако замочвареном подручју познатом као Велика тресава (рус. Большой Мох).
Језеро је извориште реке Черјохе, десне притоке Великаје, и преко ње је повезан са басеном реке Нарве и Финским заливом Балтичког мора.
Акваторија језера обухвата површину од свега 0,39 км². Максималнаа дубина језера је до 8 метара, просечна око 4 метра. Површина језера при просечном водостају налази се на надморској висини од 79 метара.